# Thelypteris angustifolia
Thelypteris angustifolia là một loài thực vật có mạch trong họ Thelypteridaceae. Loài này được (Willd.) Proctor miêu tả khoa học đầu tiên năm 1953.